# Polystachya samilae
Polystachya samilae är en orkidéart som beskrevs av Fischer, Killmann, J.-p.Lebel och Delep. Polystachya samilae ingår i släktet Polystachya och familjen orkidéer. Inga underarter finns listade i Catalogue of Life.